# Tournoi de Wimbledon 1880

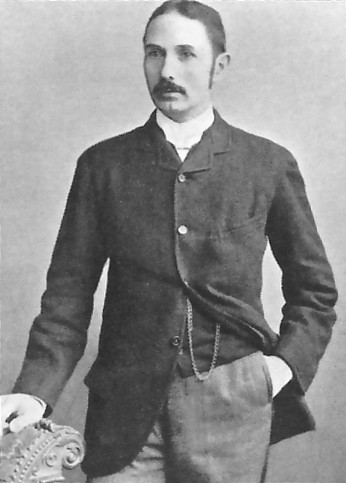
John Hartley, vainqueur du tournoi de Wimbledon de 1880

Résultats du Tournoi de Wimbledon 1880.

## Simple messieurs
Finale : John Hartley  Royaume-Uni bat Herbert Lawford  Royaume-Uni 6-3, 6-2, 2-6, 6-3